# Gilles Dutillieu
Charles-Gilles Dutillieu (Paris, 1697-1738) est un peintre français spécialiste de fleurs. De son vrai nom Charles-Gilles Le Pezant, comte du Tilleul, il tirait ses origines de la paroisse du Tilleul-Lambert (Normandie). Son père, écuyer de la Reine, appartint aux Mousquetaires gris. Apparentée à Pierre Corneille par son arrière grand-mère Marthe, fille de François, avocat du Roi, et d'Isabeau Le Cuiller,  cette famille tint des charges de magistrature à Rouen. C'est un frère de Marthe qui prit le nom de "du Tilleul", un autre frère, secrétaire du Roi, se fit connaître sous le nom de Monsieur de Boisguilbert dont le fils Pierre (1646-1714), écrivain et économiste, fut remarqué par VAUBAN pour ses textes fondateurs de l'économie politique moderne ["Le détail de la France", 1695]. 
Charles-Gilles décora le château de Sceaux et participa, comme assistant de François Lemoyne,  à la création entre 1733 et 1736 du plafond du « nouveau salon de marbre » du château de Versailles, actuel Salon d'Hercule : l'Apothéose d'Hercule (huile sur toile d'environ 480 m²). Son fils Jacques-Charles (1718-1782), Recteur de la Charité et Aumône générale de Lyon, apparenté par son mariage à Jean-Baptiste Willermoz (1730-1824) et Joseph Steimann, fut actif au sein de la loge maçonnique de rite écossais rectifié et, avec eux et l'architecte Morand (1727-1794) contribua à l'initiation maçonnique de Mozart, Casanova et Lafayette, respectivement en 1750 et 1785..